# مستأجر (فیلم ۱۳۷۱)
مستأجر فیلمی به کارگردانی و نویسندگی رحیم رحیمی‌پور محصول سال ۱۳۷۱ است.

## خلاصه داستان
حمید که با پدرش اختلاف دارد همراه با همسرش مریم خانهٔ پدری را ترک می‌کند و در آپارتمانی اجاره‌ای ساکن می‌شوند که پیرمرد و پیرزنی بدقلق صاحب آن هستند و مستأجرهای بچه دار را نمی‌پذیرند. مریم که باردار است تلاش می‌کند که صاحب خانه و همسایه‌ها از باردار بودن او مطلع نشوند. پیرمرد و پیرزن صاحب خانه درصدد برمی آیند تا مدارکی دال بر  باردار بودن مریم پیدا کنند و به همین منظور او و شوهرش را زیر نظر می‌گیرند. روزی صاحب خانه یکی از مستأجرها را که سه فرزند دارد با حکم قانون وادار به تخلیهٔ آپارتمانش می‌کند. حمید دوشادوش مستأجر رانده شده شهر را برای پیدا کردن سرپناهی مناسب زیر پا می‌گذارد. اما نتیجه‌ای نمی‌گیرد و سرانجام در برابر تقاضای مادرش که او را به سکونت در خانهٔ پدری دعوت می‌کند تسلیم می‌شود.

## بازیگران
- مهشید افشارزاده
- عبدالرضا اکبری
- پروین سلیمانی
- جهانگیر فروهر
- هادی اسلامی
- عزت‌الله رمضانی‌فر
- آتش تقی‌پور
- فرنوش آل‌احمد
- اسدالله یکتا
- محمدعلی ورشوچی
- مهوش وقاری
- علی زاهدی
- فریبرز سمندرپور
- امرالله صابری
- فاطمه طاهری
- علی کسمایی
- محمود احمدی
- عادل کرمی
- فرهاد خانمحمدی
- عباس مختاری
- تقی جوادی
- حبیب دهقان‌نسب
- مهدی ابراهیمی
- سیروس اعوانی
- سیدعلی حسینی
- رحیم متین
- ماهرخ شریفی
- هدایت صفری
- حمیدرضا محمودیان
- مهدی فتحی
- پرویز شفیع‌زاده
- صدیقه کیانفر
- رحیم مهدی‌خانی
- مصطفی حیدری
- حمیدرضا مرادی
- علی رحیمی